# Tayloria spathulata
Tayloria spathulata là một loài rêu trong họ Splachnaceae. Loài này được (Hook. & Wilson) Müll. Hal. mô tả khoa học đầu tiên năm 1848.